# 同州
同州，中国南北朝时设置的一个州，治所在今陕西省大荔县。
西魏废帝三年（554年）改华州置同州，治所在武乡县（今陕西省大荔县）。唐朝同州属关内道。辖境约今陕西省大荔县、合阳县、韩城市、澄城县、白水县等县市地。曾改为冯翊郡，又复为同州。宋朝时为定国军。金朝时沿袭。元朝时仍为同州，属奉元路。下领五县：朝邑县、白水县、郃阳县、澄城县、韩城县。
明朝时，属西安府，仍领五县：朝邑县、郃阳县、韩城县、澄城县、白水县。清朝雍正三年（1725年），升为同州直隶州，十三年（1735年）升为同州府。
| 州 | 同州          | 同州          | 同州                 | 華州          | 郡 | 馮翊郡                                                  |
| 郡 | 武乡郡        | 澄城郡        | 白水郡               | 延寿郡        | 县 | 馮翊县 朝邑县 澄城县 郃陽县 蒲城县 白水县 下邽县 韓城县 |
| 县 | 武乡县 朝邑县 | 澄城县 郃陽县 | 蒲城县 白水县 姚谷县 | 下邽县 蓮勺县 | 县 | 馮翊县 朝邑县 澄城县 郃陽县 蒲城县 白水县 下邽县 韓城县 |

隋朝同州刺史
- 独孤静
- 张礼
- 杨智积（开皇年间）
- 纥干雄[1]

唐朝同州刺史
- 窦抗（618年）
- 郭弘道（620年）
- 独孤修德（武德年间）
- 梁某（武德年间）
- 皇甫无逸（武德末—贞观初）
- 宇文士及（贞观初）
- 王珪（633年—634年）
- 尉迟敬德（634年—637年）
- 李袭誉（643年）
- 田直（贞观年间）
- 刘德威（贞观年间）
- 李博乂（646年）
- 褚遂良（650年—652年）
- 李崇义（永徽年间）
- 刘善因（654年）
- 李孝（654年—656年）
- 卢承业（龙朔年间）
- 乔师望（上元年间）
- 鲜于匡绍（仪凤年间）
- 魏克己（683年）
- 姚珽（684年）
- 王德真（685年）
- 宇文得照（685年）
- 武懿宗（武周年间）
- 武攸宜（696年）
- 元善应（武周年间）
- 李怀远（武周年间）
- 裴知礼（武周年间）
- 苏瓌（701年）
- 孟诜（武周年间）
- 阎叔子（武周、中宗年间）
- 毕构（景龙年间）
- 张沛（景龙末年）
- 崔湜（711年）
- 李成器（711年）
- 刘知柔（712年）
- 成大琬（713年）
- 姚崇（713年）
- 李隆业（714年）
- 张知謇（715年）
- 郑惟忠（715年—716年）
- 李朝隐（716年—717年）
- 解琬（717年—718年）
- 姜师度（719年—720年）
- 崔子源（721年）
- 秦守一（开元年间）
- 杨滔（723年—724年）
- 陆象先（725年—729年）
- 张廷珪（729年）
- 崔琬（730年）
- 慕容珣（731年）
- 孟温礼（732年—736年）
- 张涚（736年）
- 王琚（738年）
- 李暕（开元年间）
- 王暐（开元末年）
- 源光乘（744年）
- 刘同昇（天宝年间）
- 颜真卿（757年—758年）
- 崔伯阳（758年—759年）
- 李揖（乾元年间）
- 王政（760年—761年）
- 杨慎微（761年—763年）
- 陈少游（763年）
- 韦腾（763年）
- 周智光（765年—767年）
- 敬括（767年—768年）
- 柏茂琳（769年）
- 韦翘（大历年间）
- 梁乘（大历年间）
- 宋晦（774年）
- 崔论（777年）
- 萧复（780年）
- 李承（781年）
- 侯鐈（781年—783年）
- 李纾（783年）
- 裴向（783年）
- 康日知（784年）
- 窦觎（784年—789年）
- 姚南仲（789年—792年）
- 卢徵（792年—794年）
- 严涚（794年—796年）
- 崔淙（796年—798年）
- 杜确（798年—799年）
- 刘公济（799年—802年）
- 裴佶（804年）
- 裴澥（贞元年间）
- 裴通（贞元年间）
- 冯伉（807年）
- 颜防（808年—809年）
- 吕元膺（809年）
- 崔颋（809年—811年）
- 裴堪（811年—812年）
- 裴向（812年—815年）
- 郑絪（815年—818年）
- 李敷（元和年间）
- 张正甫（820年—821年）
- 元稹（822年—823年）
- 林迈（825年）
- 萧俛（826年）
- 裴武（826年）
- 徐晦（826年—830年）
- 高重（830年）
- 吴士矩（831年—833年）
- 高釴（833年—834年）
- 杨汝士（834年—835年）
- 白居易（835年）
- 刘禹锡（835年—836年）
- 孙简（836年—838年）
- 卢载（838年）
- 杨敬之（会昌年间）
- 韦有翼（847年—848年）
- 韦正贯（848年—849年）
- 魏謩（849年—851年）
- 郑祗德（852年—854年）
- 杨景复（大中年间）
- 杨汉公（859年）
- 皇甫珪（860年）
- 豆卢籍（大中、咸通年间）
- 王凝（864年—866年）
- 裴璩（867年）
- 薛能（869年）
- 王龟（872年）
- 于德晦（咸通末年）
- 崔璞（874年）
- 庾崇（875年）
- 崔朗（876年）
- 王溥（881年）
- 米诚（881年—882年）
- 朱温（882年）
- 郭璋（885年）
- 李茂庄（888年—889年）
- 王行实（890年—895年）
- 王珂（895年，未任）
- 苏文建（895年）
- 李继瑭（897年）
- 韩建（897年—901年）
- 司马邺（897年—901年）
- 李继昭（901年，未任）
- 赵珝（901年—903年）
- 刘知俊（904年—907年）[2]